# Heliomystis electrica
Espèce
Heliomystis electrica est une espèce de papillons de la famille des Geometridae vivant dans la moitié sud de l'Australie y compris en Tasmanie.

## Systématique
L'espèce Heliomystis electrica a été initialement décrite en 1888 par Edward Meyrick.

## Galerie

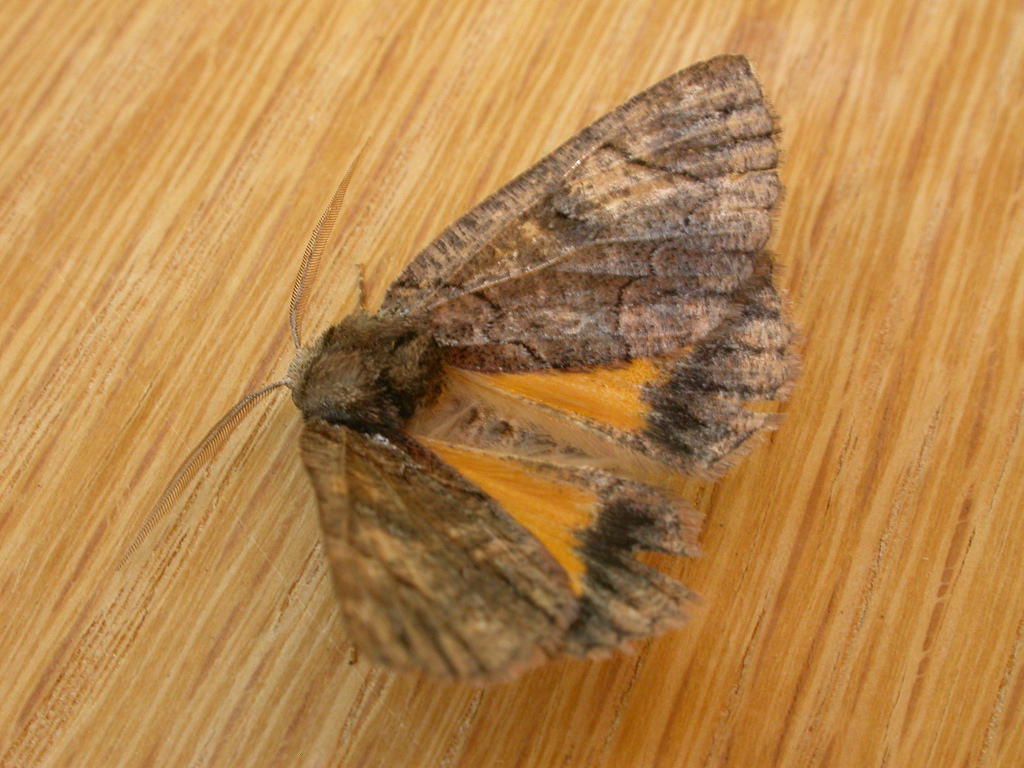